# الظاهرة القرآنية والعقل (كتاب)
كتاب الظاهرة القرآنية والعقل من الكتب القيمة التي ألفها علاء الدين المدرس، وهو كاتب ومؤرخ إسلامي ولد في قضاء بلدروز في العراق، عام 1373 هـ/1954م ، ويعود لقب عائلته (المدرس) إلى والد جده السيد عبد الفتاح المدرس.
ومحتوى كتاب الظاهرة القرآنية هو دراسة مقارنة للكتب السماوية المقدسة، التوراة والإنجيل والقرآن.